# Delphi Bureau
Delphi Bureau (The Delphi Bureau) è una serie televisiva statunitense in 8 episodi trasmessi per la prima volta nel corso di una sola stagione dal 1972 al 1973.
È una serie di spionaggio incentrata sulle vicende di Glenn Garth Gregory, un agente segreto dell'agenzia governativa Delphi Bureau. Fa parte di una macroserie denominata The Men composta da tre serie i cui episodi furono trasmessi a rotazione sulla ABC. Le altre due serie sono Assignment Vienna e Jigsaw.

## Personaggi e interpreti
- Glenn Garth Gregory (9 episodi, 1972-1973), interpretato da Laurence Luckinbill.
- Matthew Keller (2 episodi, 1972-1973), interpretato da Dean Jagger.
- Sybil Van Loween (1972-73), interpretato da, interpretata da Anne Jeffreys.

## Produzione
La serie, ideata da Sam Rolfe, fu prodotta da Warner Bros. Television e girata negli studios della Warner Brothers a Burbank in California. Le musiche furono composte da Harper MacKay e Frank De Vol. Tra i registi + accreditato Paul Wendkos, tra gli sceneggiatori l'ideatore Sam Rolfe.

## Distribuzione
La serie fu trasmessa negli Stati Uniti dal 5 ottobre 1972 al 1º settembre 1973  sulla rete televisiva ABC. In Italia è stata trasmessa con il titolo Delphi Bureau. È stata distribuita anche in Spagna con il titolo Agencia Delphi.

## Episodi
| Stagione       | Episodi | Prima TV USA |
| -------------- | ------- | ------------ |
| Prima stagione | 8       | 1972-1973    |